# Coppa CEV 2004-2005 (femminile)
La Coppa CEV di pallavolo femminile 2004-2005 è stata la 25ª edizione del terzo torneo pallavolistico europeo per squadre di club; iniziata con la fase a gironi il 12 novembre 2004, si è conclusa con la final-four di Perugia, in Italia, il 6 marzo 2005. Al torneo hanno partecipato 46 squadre e la vittoria finale è andata per la prima volta alla Pallavolo Sirio Perugia.

## Squadre partecipanti
| - Aalborg - Albacete - Martinus - Türk Telekom - Panathīnaïkos - Ávila - Balakovskaja AĖS - Atlant Baranoviči - Universitet-Technolog - Benidorm - Slávia Bratislava - Dinamo Bucarest | - Vasas - Dauphines Charleroi - Khimvolokno Čerkasy - Kruh Čerkasy - Famalicense - Sparkasse Feldkirch - Tarmo Hämeenlinna - Ti-Volley Innsbruck - Dinamo-Jantar - Kaštela - Asteríx Kieldrecht - Giannino Pieralisi | - La Rochette - Kolubara - Apollōn Limassol - BTV Lucerna - Slavyanka Minsk - Intercollege Nicosia - Novo Mesto - Pollux - Olomouc - Sirio Perugia - Piatra Neamț - PTPS | - Rijeka - Riom - Filathlītikos Salonicco - Dobrinja - Schwechat Post - Senica - Spartak Subotica - Yeşilyurt - Mosan Yvoir - SK ZU Zilina |

## Primo turno

### Squadre qualificate
- Albacete
- Türk Telekom
- Slávia Bratislava
- Kruh Čerkasy
- Piatra Neamț
- PTPS
- Riom
- Filathlītikos Salonicco
- Senica
- Spartak Subotica

## Ottavi di finale

### Squadre qualificate
- Albacete
- Türk Telekom
- Balakovskaja AĖS
- Giannino Pieralisi
- Sirio Perugia
- PTPS
- Senica
- Yeşilyurt

## Quarti di finale

### Squadre qualificate
| - Balakovskaja AĖS - Giannino Pieralisi - Sirio Perugia - Senica |

## Final-four
La final four si è disputata a Perugia ( Italia) al PalaEvangelisti. Le semifinali si sono giocate il 5 marzo mentre le finali per il terzo e il primo posto il 6 marzo.

### Finali 1º - 3º posto
|  | Semifinali         | Semifinali         | Semifinali       |                  |               | Finale 1º/2º posto | Finale 1º/2º posto | Finale 1º/2º posto |  |
|  |                    |                    |                  |                  |               |                    |                    |                    |  |
|  | Sirio Perugia      | Sirio Perugia      | 3                |                  |               |                    |                    |                    |  |
|  | Sirio Perugia      | Sirio Perugia      | 3                |                  |               |                    |                    |                    |  |
|  | Giannino Pieralisi | Giannino Pieralisi | 0                |                  |               |                    |                    |                    |  |
|  | Giannino Pieralisi | Giannino Pieralisi | 0                |                  | Sirio Perugia | Sirio Perugia      | 3                  |                    |  |
|  |                    |                    |                  |                  | Sirio Perugia | Sirio Perugia      | 3                  |                    |  |
|  |                    |                    | Balakovskaja AĖS | Balakovskaja AĖS | 0             |                    |                    |                    |  |
|  | Balakovskaja AĖS   | Balakovskaja AĖS   | Balakovskaja AĖS | Balakovskaja AĖS | 0             | 3                  |                    |                    |  |
|  | Balakovskaja AĖS   | Balakovskaja AĖS   |                  |                  |               | 3                  |                    |                    |  |
|  | Senica             | Senica             | 0                |                  |               | Finale 3º/4º posto | Finale 3º/4º posto | Finale 3º/4º posto |  |
|  | Senica             | Senica             | 0                |                  |               |                    |                    |                    |  |
|  |                    |                    |                  |                  |               |                    |                    |                    |  |
|  |                    |                    |                  |                  |               | Giannino Pieralisi | Giannino Pieralisi | 3                  |  |
|  |                    |                    |                  |                  |               | Giannino Pieralisi | Giannino Pieralisi | 3                  |  |
|  |                    |                    |                  |                  |               | Senica             | Senica             | 1                  |  |